# Literatura dos Países Baixos
´
Literatura neerlandesa ou literatura holandesa compreende todos os escritos de mérito literário através dos tempos na língua neerlandesa, um idioma que tem cerca de 23 milhões de falantes atualmente. A literatura neerlandesa não se restringe aos Países Baixos, Flandres (Bélgica), Suriname e Antilhas Neerlandesas, mas também tem sido produzida em outras regiões de língua holandesa (outrora sob domínio dos Países Baixos), como o Flandres francês, a África do Sul e as extintas Índias Orientais Neerlandesas (atual Indonésia). Uma sub-seção é a 'literatura indo-holandesa', inspirada na Insulíndia colonial e pós-colonial, que abrange a Idade do Ouro até os dias atuais. Alternativamente, a literatura neerlandesa foi e é produzida por pessoas originalmente estrangeiras que vieram habitar as regiões de idioma neerlandês, como Anne Frank e Kader Abdolah.
Em seus estágios iniciais, a literatura neerlandesa é definida por fragmentos de obras literárias escritas em um dos dialetos da região dos Países Baixos. Antes do século XVII, não havia um idioma padrão unificado; os dialetos considerados neerlandeses evoluíram do frâncico. A língua africâner pode reivindicar as mesmas raízes literárias do neerlandês contemporâneo, pois ambos os idiomas derivam do neerlandês do século XVII.

## Textos em neerlandês antigo (500-1150)
Por volta de 500, o frâncico evoluiu para o francônio ou neerlandês antigo, uma língua germânica ocidental que era falada pelos francos e, em menor medida, por pessoas que viviam nas regiões conquistadas pelos francos. Até o fim do século XI, a literatura neerlandesa – como a literatura no resto da Europa – era quase totalmente oral e em forma de poesia, o que facilitava aos trovadores lembrar e recitar seus textos. Textos científicos e religiosos eram escritos em latim e consequentemente muitos textos escritos nos Países Baixos estão em latim ao invés de em neerlandês antigo. Textos em neerlandês deste período são raros.
Nos estágios iniciais do idioma, um considerável grau de mutual inteligibilidade com a maioria dos outros dialetos germânicos ocidentais estava presente, e alguns fragmentos e autores podem ser reivindicados tanto pela literatura neerlandesa quanto pela alemã. Exemplos incluem os Salmos de Wachtendonk (neerlandês: "Wachtendonkse Psalmen") do século IX, uma tradução para o baixo francônio ocidental de alguns dos Salmos no limiar do que é considerado o idioma neerlandês, e o poeta do século XII Henric van Veldeke (1150 – depois de 1184).

### Descobertas mais antigas
- Em 1996 uma frase foi descoberta na bainha da espada de Bergakker de cerca de 425-450, embora esta sentença possa ser muito bem em frâncico e não em neerlandês antigo. Dada a escassez de obras em ambas línguas, a demarcação entre as duas é difícil de fazer.
- Outra frase pode ser encontrada na Lei Sálica do início do século VI, que foi elaborada durante o reinado do rei Clóvis I, ele mesmo um franco sálico. A frase diz: "Maltho thi afrio lito" ('Eu digo, I o liberto, semi-livre'). Esta frase era usada para libertar um servo. Além desta sentença, a Lex Salica também contém um número de palavras soltas.
- Um texto de batismo encontrado na Utrecht do século VIII diz: "Gelobistu in got alamehtigan fadaer" (neerlandês moderno: Geloof je in God, de almachtige vader?, português: você acredita em Deus-Pai Todo Poderoso?).

### Os Salmos de Wachtendonck
Os Salmos de Wachtendonck são um número de salmos escritos em Latim e em uma variação oriental do baixo francônio. Não é claro se o dialeto é antigo linburguês ou uma variação do francônio do Reno. Muito poucos restaram deles. Os salmos foram nomeados em referência a um manuscrito que não chegou até nós, mas FORA DO QUE estudiosos acreditam os fragmentos que sobreviveram devem ter sido copiados. Este manuscrito esteve uma vez em posse do cônego Arnold Wachtendonck. Os fragmentos remanescentes são cópias manuscritas feitas pelo estudioso renascentista Justus Lipsius no século XVI. Lipsius fez uma série de cópias separadas, aparentemente do mesmo material, mas estes versões nem sempre concordam entre si. Além disso, estudiosos concluíram que os inúmeros erros e inconsistências nos fragmentos apontam não apenas para algum descuido ou falta de atenção pelos estudiosos da Renascença, mas também a erros no manuscrito perdido de onde o material foi copiado. A linguagem dos salmos sugere que eles foram originalmente escrito no século X. Há uma série de edições: entre outras, a do filologista neerlandês do século XIX Willem Lodewijk van Helten e, mais recentemente, as edições do historiador e linguista americano Robert L. Kyes (1969) e do filologista neerlandês Arend Quak (1981). Como se poderia esperar de uma tradução interlinear, a ordem das palavras do texto em baixo francônio segue de muito perto a do original latino.

### Leiden Willeram
Leiden Willeram é o nome dado a um manuscrito que contém uma versão em baixo francônio em alto-alemão antigo sobre o Cântico dos Cânticos pelo abade alemão Williram von Ebersberg (em última análise por Isidoro de Sevilha). Até recentemente, baseado em sua ortografia e fonologia, muitos estudiosos acreditavam que o texto deste manuscrito era médio-francônio, que é alto-alemão antigo, com algo limbúrgico ou misturas francônias. Mas em 1974, o filologista alemão Willy Sanders provou em seu estudo Der Leidener Willeram que na verdade o texto representa uma tentativa imperfeita feita por um escriba da área costal noroeste dos Países Baixos de traduzir o original em East Franconian em seu vernáculo local. O texto contém muitas palavras em neerlandês antigo não conhecidas em alto-alemão antigo, assim como palavras mal traduzidas em razão da falta de familiaridade do escriba com palavras em alto-alemão antigo no original que ele traduziu, e uma ortografia confusa por influência do idioma original. Sanders também comprovou que o manuscrito, atualmente na Biblioteca da Universidade de Leiden, foi escrito no fim do século XI na abadia de Egmond na atual Holanda do Norte, de onde vem o outro nome do texto: Egmond Willeram.

### Hebban olla vogala
O poema mais antigo que se tem conhecimento foi escrito por um monge flamengo occidental em um convento em Rochester, Inglaterra por volta de 1100: hebban olla vogala nestas bagunnan hinase hic enda thu wat unbidan we nu ("Todos pássaros começaram a fazer ninhos, exceção eu e você, o que nós estamos esperando?"). De acordo com o professor Luc de Grauwe, o texto poderia muito bem ser inglês antigo, mais especificamente kentiano antigo, no entanto não há consenso sobre esta hipótese. Naquela época, o neerlandês (ocidental) antigo e o ingles antigo eram muito parecidos.

### A Bíblia Rimada da Renânia
Outra fonte importante do neerlandês antigo é a assim chamada Bíblia Rimada da Renânia (neerlandês: Rijnlandse Rijmbijbel e alemão: Rheinische Reimbibel). Esta é uma tradução em verso de histórias bíblicas, certificado apenas emu ma série de fragmentos, que foi composta em uma mistura de dialetos contendo elementos de baixo-alemão, neerlandês antigo e alto-alemão (francônio-renano). Foi provavelmente composta no noroeste da Alemanha no início do século XII, possivelmente na abadia de Werden, perto de Essen.

## Literatura em neerlandês médio (1150-1500)
Nos séculos XII e XIII, escritores começaram a escrever romances de cavalaria e hagiografias (ou seja, histórias sobre a vida dos santos) por pagamento de membros da nobreza. A partir do século XIII, a literatura tornou-se mais didática e desenvolveu um caráter proto-nacional. O público principal não era mais a nobreza, mas a burguesia. A crescente importância dos Países Baixos do Sul resultou na maioria dos trabalhos que foram sendo escritos em Brabante, Flandres e Limburgo.
Nos primeiros estágios da literatura neerlandesa, poesia era a forma predominante de expressão literária. Tanto nos Países Baixos quanto no resto da Europa, o romance de cavalaria e a poesia eram os gêneros literários existentes durante a Idade Média. Um Minnesanger foi o acima mencionado Van Veldeke. O romance de cavalaria medieval também foi um gênero popular, apresentando o Rei Artur ou Carlos Magno como protagonistas.
Como a ênfase política e cultural naquela época nas províncias do sul, a maioria das obras herdadas pela Idade Média foi escritas em dialetos baixo-francônios como limburguês, flamengo e brabantino. O primeiro escritor em língua neerlandesa conhecido é van Veldeke, que compôs poesia de amor cortês, hagiografias e épicos.
Beatriz de Nazaré (1200–1268) foi a primeira escritora em prosa em neerlandês que se tem conhecimento, autora da notável dissertação conhecida como os Sete Caminhos do Amor Divino.
Um número de obras épicas remanescentes em neerlandês, especialmente romances de cavalaria, foram cópias ou expansões de composições em alemão ou francês antigos, mas existem exemplos de obras verdadeiramente originais (como o anônimo Karel ende Elegast) e até composições em língua neerlandesa que serviram de base para versões em outros idiomas (como a peça de moralidade Elckerlijc que serviu de inspiração para a peça Everyman). Outro gênero popular na Idade Média era a fábula, e a fábula mais elaborada produzida pela literatura neerlandesa foi uma adaptação expandida do conto Renart, a Raposa, Vanden vos Reynaerde , escrita por volta de 1250 por uma pessoa apenas conhecida por nós como Willem.
Até o século XIII, o neerlandês médio produziu principalmente atendendo às ordens aristocráticas e monásticas, registrando as tradições de cavalaria e de religião, mas dificilmente dirigiu-se à maior parte da população. Com o fim do século XIII, ocorreu uma mudança na literatura neerlandesa. As cidades flamencas e holandesas começaram a prosperar e a fazer valer sua supremacia comercial sobre o Mar do Norte, e estas cidades obtiveram privilégios no valor de uma quase independência política. Com esta liberdade, surgiu um novo tipo de expressão literária.

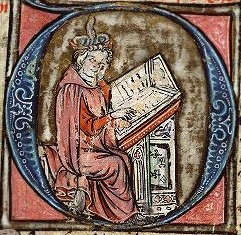
Jacob van Maerlant.

O mais importante expoente deste novo desenvolvimento foi Jacob van Maerlant (~1235–~1300), um estudioso flamenco que trabalhou na Holanda durante parte de sua carreira. Suas obras principais são Der Naturen Bloeme ("A Flor da Natureza", c. 1263), uma coleção de discursos morais e satíricos endereçados para todas as classes da sociedade, e De Spieghel Historiael ("O Espelho da História", c. 1284). Van Maerlant straddles a divisão entre as províncias do norte e do sul. Até então, as províncias do norte tinham produzido poucas obras de valor, e permaneceram assim até a queda da Antuérpia durante a Guerra dos Oitenta Anos, mudando o foco para Amesterdão. A ele é muitas vezes atribuído o título de "pai da poesia neerlandesa", "um título merecido por produtividade, senão  por outra razão."
O frade bruxelense Jan van Ruusbroec (1293/4–1381), é considerado o pai da prosa neelandesa, que, junto com Beatrice, levou a prosa para além dos domínios econômicos e políticos e a usou para fins literários. Ele escreveu sermãos cheios de pensamentos místicos.
Por volta de 1440, guildas literárias chamadas rederijkerskamers ("Câmaras de Retórica") surgiram. Estas guildas, cujos membros proclamavam-se Rederijkers ou "Retóricos", eram em quase todos os casos de classe média, e opunham-se às ideias e tendências aristocráticas, em pensamento. Destas câmaras, as primeiras foram quase inteiramente envolvidas na preparação de peças de mistério e milagre para as pessoas. Logo sua influência cresceu até que nenhum festival ou procissão poderia acontecer em uma cidade sem que a Câmara patrocinasse. As peças das Câmaras muito raramente retratavam personagens históricos ou bíblicos, mas sim inteiramente com abstrações morais e alegóricas e eram de natureza didática. Os exemplos mais notáveis do teatro de Rederijker incluem Mariken van Nieumeghen ("Maria de Nijmegen") e Elckerlijc (que foi traduzido para o inglês como Everyman).
No fim do período inicial, Anna Bijns (c. 1494–1575) permanece como uma figura de transição. Bijns era uma professora e irmã leiga nascida na Antuérpia cujos objetivos principais eram a fé e a figura de Lutero. Em seu primeiro volume de poesia (1528) os luteranos foram escassamente mencionados e o foco era sua experiência pessoal de fé, mas no volume de 1538 cada página é preenchida com invectivas contra eles. Com os escritos de Bijns, o período do médio neerlandes fecha e do neerlandês moderno começa.

## Renascimento e Idade do Ouro (1550–1670)
As primeiras agitações da Reforma Protestante apareceram na literatura neerlandesaem uma coleção de salmos traduzidos impressos em Antuérpia em 1540 sob o título de Souter-Liedekens ("Canções de Saltério"). Para as congregações protestantes, Jan Utenhove imprimiu um volume de salmos em 1566 e fez a primeira tentativa de tradução do Novo Testamento em neerlandês. Muito diferente em tom eram as canções de batalha cantadas pelos reformadores, as canções dos Mendigos. O famoso cancioneiro de 1588, Een Geusen Lied Boecxken ("Um Cancioneiro de Mendigos"), era cheio de sentimento heroico.
Philips van Marnix, lorde de Santa-Aldegonda (1538–1598) foi um dos líderes na guerra da independência neerlandesa e amigo íntimo de Guilherme I, príncipe de Orange. A letra de Wilhelmus, o atual hino nacional dos Países Baixos e um pedido de desculpas das ações do príncipe compostas por volta de 1568, são atribuídos a Marnix. Sua obra principal foi Biëncorf der Heilige Roomsche Kercke (Colmeia da Santa Igreja Romana) de 1569, uma sátira da Igreja Católica. Marnix ocupou os últimos dias de sua vida na preparação de uma versão neerlandesa da Bíblia, traduzida diretamente do original; quando ele morreu, somente o Gênesis estava concluído. Em 1619, o Sínodo de Dort colocou a obra inacabada nas mãos de quatro teólogos, que a concluíram. Esta tradução constituiu o ponto de partida para a Statenvertaling ou "Bíblia do Estado", uma tradução completa da Bíblia em neerlandês encomendada pelo Sínodo. A fim de ser inteligível a todos os neerlandeses, a Statenvertaling incluia elementos de todos os principais dialetos neerlandeses e assim se tornou a pedra angular do moderno neerlandês padrão.
Dirck Volckertszoon Coornhert (1522–1590) foi o primeiro escritor verdadeiramente humanista dos Países Baixos. Em 1586, ele produziu sua obra-prima original, o Zedekunst ("Arte da Ética", 1586), um tratado filosófico em prosa. O humanismo de Coornhert une a Bíblia, Plutarco e Marco Aurélio em um grande sistema de ética.
A esta altura, a agitação política e religiosa nos Países Baixos resultou no Ato de Abjuração de 1581, depondo seu rei, Felipe II de Espanha, e no subsequente conflito de oitenta anos para confirmar esta declaração. Como resultado, as províncias do sul, algumas das quais haviam apoiado a declaração, foram separadas das províncias do norte que permaneceram sob domínio espanhol. Em última análise, isto resultaria nos atuais estados da Bélgica (sul) e dos Países Baixos (norte). Depois que a Antuérpia caiu em mãos espanholas em 1585, Amsterdão tornou-se o centro de toda a empresa literária, pois toda intelligentsia fugiu em direção ao norte. Isso significou tanto um renascimento cultural no norte quanto um acentuado declínio no sul simultaneamente, em relação ao nível da literatura neerlandesa praticada. O norte recebeu um impulso cultural e intelectual enquanto que no sul o neerlandês foi amplamente substituído pelo francês como o idioma da cultura e administração.

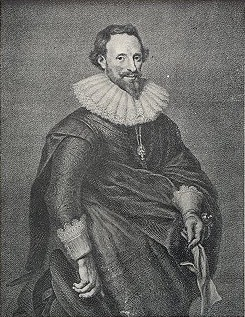
P.C. Hooft.

Em Amsterdão, um círculo de poetas e dramaturgos formado em volta da figura do mecenas Roemer Visscher (1547–1620), que seria eventualmente conhecido como o Muiderkring ("Círculo de Muiden") por ser a resideência de seu membro mais proeminente, Pieter Corneliszoon Hooft (1581–1647), escritor de poesia pastoral e lírica e de história. De 1628 a 1642 ele escreveu sua obra-prima, a Nederduytsche Historiën ("História dos Países Baixos"). Hooft tinha o estilo purista, modelando a si mesmo (em prosa) nos moldes de Tácito. Ele é considerado um dos maiores historiadores, não apenas dos Países Baixos, mas de toda Europa. Sua influência na padronização da linguagem de seu país é considerada enorme, e muitos escritores adaptaram-se à estilística e ao modelo gramatical concebido por Hooft. Outros membros de seu Círculo incluíam a filha de Visscher, Tesselschade (1594–1649, poesia lírica) e Gerbrand Adriaensz Bredero (1585–1618, peças românticas e comédias), cuja peça mais conhecida é De Spaansche Brabanber Jerolimo ("Jerolimo, o Brabanter espanhol"), uma sátira sobre os refugiados do sul. Um poeta versátil vagamente associado ao Círculo de Muiden foi o diplomata Constantijn Huygens (1596–1687), talvez melhor conhecido por seus epigramas espirituosos. O estilo de Huygens era brilhante e vivaz e ele era um exímio artista em forma métrica.

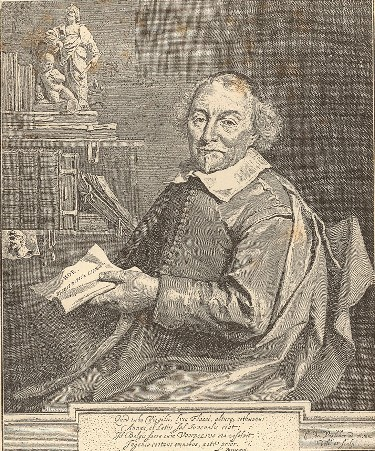
Joost van den Vondel.

O mais conhecido de todos os escritores neerlandeses é o dramaturgo e poeta Joost van den Vondel (1587–1679), que escreveu principalmente tragédias bíblicas e históricas. Em 1625 ele publicou o que parecida um estudo inocente da antiguidade, sua tragédia de Palamedes, ou a Inocência Assassinada, mas que foi uma homenagem velada a Johan van Oldebarnevelt, o Grande Pensionário da República, que foi executado em 1618 por ordens do estatuder Maurice of Nassau. Vondel tornou-se em uma semana o escrito mais famoso nos Países Baixos e pelos vinte anos seguintes, até a ascensão do estatuder Frederick Henry, teve que manter um combate corpo-a-corpo com os calvinistas de Dordrecht. Em 1637 Vondel escreveu uma de suas obras mais populares na ocasião da abertura do novo teatro de Amsterdão: Gijsbreght van Aemstel, uma peça sobre uma figura local histórica modelada vagamente no material da Eneida que ainda é encenada nos dias de hoje. Em 1654, Vondel apresentou aquela que é considerada a melhor de suas obras, a tragédia de Lúcifer, da qual é dito que John Milton inspirou-se. Vondel é considerado o exemplo típico de inteligência e imaginação neerlandesa em seu mais alto desenvolvimento.
Uma escola parecida com esta em Amsterdão surgiu em Midelburgo, a capital da Zelândia, liderada por Jacob Cats (1577–1660). Em Cats, o hábito genuíno neerlandês de pensamento, o espírito utilitário e didático antingiu seu apogeu de fluência e popularidade. Durante o início de sua vida adulta ele produziu o mais importante de seus ecritos, seus poemas didáticos, o Maechdenplicht ("Dever de Donzelas") e o Sinne- en Minnebeelden ("Imagens d Alegoria e Amor"). Em 1624, ele mudou-se de Midelburgo para Dordrecht, onde logo em seguida ele publicou sua obra ética chamada Houwelick ("Casamento"); e esta foi seguida por uma série inteira de peças morais. Cats é considerado um tanto maçante e prosaico por alguns, mas sua popularidade entre as classes médias nos Países Baixos sempre foi imensa.
Tal como aconteceu na literatura inglesa, as formas predominantes de literatura produzidas nessa época eram poesia e drama, Coornhert (filosofia) e Hooft (história) sendo as principais exceções. Em outro gênero da prosa, Johan van Heemskerk (1597–1656) foi o protagonista de uma nova moda que tomou toda a França: o romance. Em 1637, ele escreveu seu Batavische Arcadia ("Arcádia Batava "), o primeiro romance neerlandês original, que foi, na época, extremamente popular e amplamente imitado. Outro expoente deste gênero foi Nikolaes Heinsius, o Jovem, cujo Mirandor (1675) assemelha-se, embora preceda o Gil Blas de Alain-René Lesage.
O período de 1600 a 1650 foi o tempo de florescimento na literatura neerlandesa. Durante este período, os nomes de maior gênio foram os primeiros a se fazerem conhecidos pelo público e o vigor e graciosidade da expressão literária alcançaram seu mais alto desenvolvimento. Aconteceu, no entanto, que três homens de especial talento dominante sobreviveram até uma idade extremamente avançada, e sob a sombra de Vondel, Cats e Huygens brotou uma nova geração que sustentou a grande tradição até por volta de 1670, quando declinou rapidamente.

## 1670–1795
Após a grande divisão dos Países Baixos em República Unida dos Países Baixos e em Países Baixos Espanhóis formalizada na Paz de Vestfália (1648), "literatura neerlandesa" quase exclusivamente significou "literatura republicana", assim como a língua neerlandesa caiu em desfavor com os governantes do sul. Uma notável exceção foi o escritor de Dunquerque, Michiel de Swaen (1654–1707), que escreveu comédias, moralidades e poesia bíblica. Durante sua duração (1678), o espanhol perdeu Dunquerque para o francês e, portanto, De Swaen é também o primeiro escritor franco-flamengo de importância.

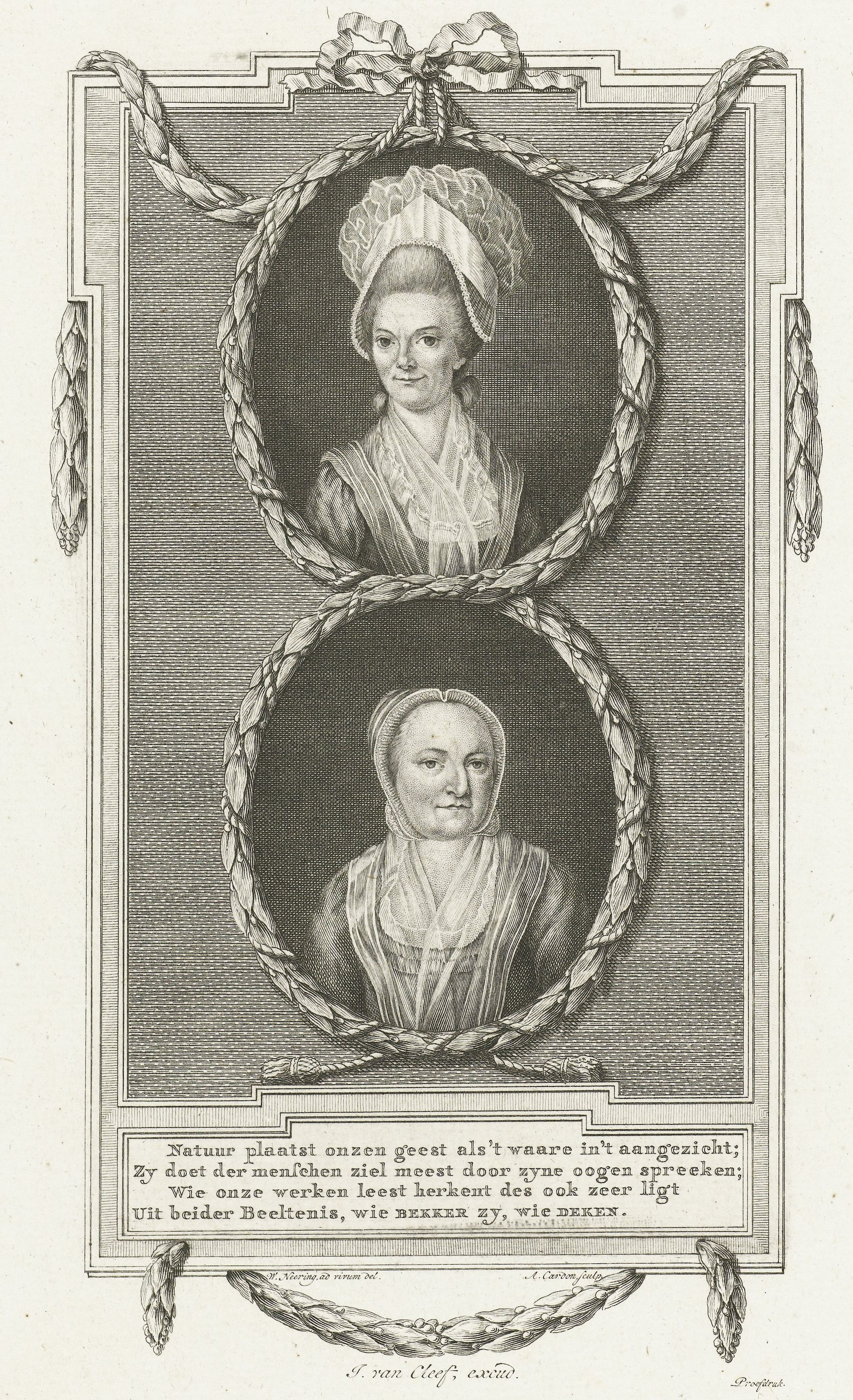
Betje Wolff (topo) e Aagje Deken.

 Os dramaturgos da época seguiram o modelo francês de Pierre Corneille e outros, liderados por Andries Pels (d. 1681). Um poeta bem conhecido deste período foi Jan Luyken (1649–1712). Um escritor que reviveu especialmente um interesse em literatura foi Justus van Effen (1684–1735). Ele nasceu em Utrecht e foi influenciado por imigrantes huguenotes que fugiram da república depois da revogação do Édito de Nantes em 1685. Van Effen escreveu em francês por grande parte de sua carreira literária, mas, influenciado por uma visita a Londres, onde as revistas Tatler e Spectator estavam em ascensão, começou a publicar, a partir de 1731, seu Hollandsche Spectator ("O Espectador Neerlandês"), que sua morte em 1735 logo trouxe ao fim. Ainda assim, o que ele compôs durante os quatro últimos anos de sua vida é considerado por muitos o que constitui o legado mais valioso para a literatura neerlandesa que o século XVIII deixou para trás.
O ano de 1777 é considerado um momento de mudança radical na história das letras nos Países Baixos. Foi naquele ano que Elizabeth “Betje” Wolff (1738–1804), uma viúva residente em Amesterdão, persuadiu sua amiga Agatha “Aagje” Deken (1741–1804), uma pobre mas inteligente governanta, para largar tudo e viver com ela. Por quase trinta anos, estas mulheres continuaram juntas, escrevendo em conjunto. Em 1782, as senhoras, inspiradas em parte por Goethe, publicaram seu primeiro romance, Sara Burgerhart, que foi recebido com entusiasmo. Dois outros romances menos bem sucedidos apareceram antes que Wolff e Deken tivessem que fugir para a França, seu país de residência, devido à perseguição por parte do Diretório.
Os últimos anos do século XVIII foram marcados por um renascimento da força intelectual. O movimento romântico na Alemanha fez-se profundamente sentido em todos os ramos da literatura neerlandesa, e o lirismo alemão tomou o lugar até então detido pelo classicismo francês, apesar de o país sucumbir ao expansionismo francês de Napoleão Bonaparte (veja também História dos Países Baixos).

## O século XIX
Durante o fim do século XVIII e início do século XIX, os Países Baixos passaram por grande agitação política. Os Países Baixos Espanhóis primeiramente tornaram-se Países Baixos Austríacos antes de serem anexados pela França em 1795. A República enfrentou uma revolução inspirada e apoiada pela França que levou à criação da República Batava e do Reino da Holanda, estados vassalos antes da atual anexação francesa em 1810. Depois da queda de Napoleão Bonaparte na vila de Países Baixos do Sul Waterloo, as províncias do norte e do sul foram brevemente unidas ao Reino Unido dos Países Baixos. Este período durou apenas até 1830, quando as províncias do sul separaram-se para formar a Bélgica. Essa transformação política teve pouca influência na literatura, e no novo Estado da Bélgica, a condição da língua neerlandesa permaneceu praticamente sem alterações pois todos os assuntos governamentais e educacionais eram administrados em francês.
Neste contexto, o escritor mais proeminente foi Willem Bilderdijk (1756–1831), um homem altamente intelectual e inteligente, mas também excêntrico que viveu uma vida movimentada, escrevendo grande quantidade de versos. Bilderdijk não tinha tempo para o novo estilo romântico de poesia que emergia, mas, ainda assim, o fervor deste estilo encontrou seu caminho nos Países Baixos, primeiramente na pessoa de Hiëronymus van Alphen (1746–1803), que atualmente é melhor reconhecido pelos versos que ele escreveu quando criança. Van Alphen foi um expoente da escola mais sentimental juntamente com Rhijnvis Feith (1753–1824), cujos romances estão impregnados de Weltschmerz.
Em Hendrik Tollens (1780–1856), algo do poder de Bilderdijk e da doçura de Feith foram combinados. Tollens escreveu romances nacionalistas e letras de canções celebrando os grandes feitos da História dos Países Baixos e atualmente é melhor conhecido por seu poema "Wien Neêrlands Bloed" ("Para Aqueles em quem Flui o Sangue Holandês"), que era o hino nacional dos Países Baixos até ser substituído em 1932 pelo "Wilhelmus" de Marnix'. Um poeta de talento considerável, cuja habilidade foi despertada pela relação pessoal com Tollens e seus seguidores, foi A.C.W. Staring (1767–1840). Seus poemas são uma mistura de romantismo e racionalismo.
A língua neerlandesa do norte resistiu à pressão alemã externa e interiormente rompeu sua longa estagnação e enriqueceu-se, como um meio de expressão literária, com uma infinidade de formas novas e coloquiais. Ao mesmo tempo, nenhum grande gênio surgiu nos Países Baixos em qualquer ramo da literatura. Pelos trinta ou quarenta anos que precederam 1880, o curso da literatura nos Países Baixos foi tranquilo e até mesmo lento. Os escritores neerlandeses haviam escorregado em uma convencionalidade de tratamento e uma limitação estrita da forma, das quais até mesmo os talentos mais marcantes entre eles dificilmente poderiam escapar.
Poesia e uma grande parte da prosa estava dominada pela então chamada escola de ministros, pois os principais escritores tinham todos sido ministros calvinistas. Como resultado, muitos de suas obras enfatizavam valores domésticos bíblicos e burgueses. Um bom exemplo disto é Nicolaas Beets (1814–1903), que escreveu enormes quantidades de sermãos e poesia sob seu próprio nome, mas é lembrado nos dias de hoje principalmente pelos rascunhos humorísticos em prosa da vida neerlandesa em Camera Obscura (1839), que ele escreveu durante seus dias de estudante sob o pseudônimo de Hildebrand.
Um talentoso e promissor poeta foi perdido com a morte prematura de Petrus Augustus de Genestet (1829–1861). Seu poema narrativo "De Sint-Nicolaasavond" ("Eva de Sinterklaas") foi lançado em 1849. Embora ele não tenha deixado grande impressão contemporânea, Piet Paaltjens (ps. de François Haverschmidt, 1835–1894) é considerado um dos poucos poetas de leitura agradável do século XIX, representando em neerlandês a pura veia romântica exemplificada por Heinrich Heine.

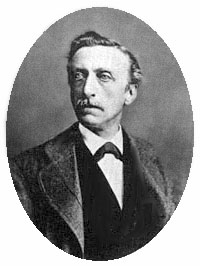
E. Douwes Dekker (Multatuli).

Sob a influência do nacionalismo romântico, escritores na Bélgica começaram a reconsiderar sua herança flamenca e começaram um movimento pelo reconhecimento do idioma neerlandês. Charles De Coster lançou as bases para as fundações de uma literatura nativa belga, ao contar o passado flamenco em romances históricos, porém escreveu suas obras em francês. Hendrik Conscience (1812–1883) foi o primeiro a escrever sobre assuntos flamencos em neerlandês e por isso é considerado o pai da literatura flamenca moderna. Na poesia flamenca, Guido Gezelle (1830–1899) é uma figura importante. Um jornalista-cum-etnologista ordenado, Gezelle celebratava sua fé e suas raízes flamencas usando um vocabulário arcaico baseado no flamenco medieval, um pouco em detrimento da legibilidade. (Veja também o artigo sobre literatura flamenca.
Após a restauração das Índias Orientais Neerlandesas ao estado neerlandês, obras de literatura continuaram a ser produzidas lá. Com o aumento da consciência social sobre a administração das colônias e o tratamento de seus habitantes, uma voz influente surgiu das Índias na forma de Multatuli (ps. de Eduard Douwes Dekker, 1820–1887), cuja obra Max Havelaar (1860) é uma acusação contundente da má gestão colonial e uma das poucas obras em prosa do século XIX que ainda hoje é considerada legível.
Os princípios do período entre 1830–1880 foram resumidos por Conrad Busken-Huet (1826–1886), principal crítico da época; ele foi, durante todos aqueles anos, o destemido e fiel cão de guarda das letras neerlandesas, pela maneira que ele as interpretava. Ele viveu tempo suficiente para tornar-se consciente de que uma revolução estava se aproximando, mas não para compreender seu caráter; porém sua fidelidade resoluta ao princípio literário e seu amplo conhecimento foram reconhecidos até mesmo pelo mais mordaz da nova escola.
Em novembro de 1881, Jacques Perk (nascido em 1860) morreu. Imediatamente depois de morrer, no entanto, seus poemas foram publicados, e um ciclo de sonetos chamado Mathilde (1882), despertou, em particular, extraordinária emoção. Perk rejeitou todas as fórmulas de poesia retórica, e tinha rompido as formas convencionais de ritmo. Não se tinha ouvido nenhuma música como a sua nos Países Baixos por duzentos anos. Um grupo de jovens homens, reunidos em torno de seu nome, juntaram-se ao poeta-romancista-dramaturgo Marcellus Emants (1848–1923). Emants escreveu, em 1879, um poema simbólico chamado "Lilith", que havia sido estigmatizado como audacioso e sem sentido; encorajado pela admiração de seus juniors, Emants publicou, em 1881, um tratado em que foi feito o primeiro ataque aberto contra a antiga escola literária.

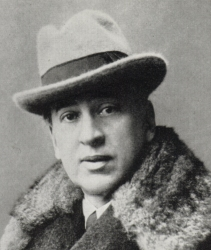
Louis Couperus

A próxima aparição foi a de Willem Kloos (1857–1938), que tinha sido amigo íntimo e editor de Perk, e que agora liderava o novo movimento. Seus ataques violentos à autoridade reconhecida em estética criou um escandalo considerável. Por algum tempo, os novos poetas e críticos encontraram grande dificuldade em serem ouvidos, mas em 1884 eles fundaram uma revista, De Nieuwe Gids ("O Novo Guia"), que foi capaz de oferecer um desafio direto aos periódicos da velha guarda. O novo movimento foi chamado de Tachtigers ou "Movimentos dos (Dezoito-)Oitenta", por causa da década em que surgiu. Os Tachtigers insistiam que estilo deveria MATCH conteúdo, e que emoções íntimas e viscerais apenas poderiam ser expressadas usando-se um estilo de escrito íntimo e visceral. As principais influências dos Tachtigers foram poetas do Reino Unido, como Percy Bysshe Shelley e os naturalistas franceses.
Os principais representantes dos Tachtigers são:
- Willem Kloos
- Albert Verwey
- Louis Couperus
- Frederik van Eeden
- Marcellus Emants
- Louis Deyssel
- Herman Gorter

Ao mesmo tempo, Louis Couperus (1863–1923) apareceu na cena literária, que havia passado toda sua infância em Java. Seus primeiros trabalhos literários foram letras de canções no estilo dos Tachtigers, todavia Couperus mostrou-se muito mais importante e durável como romancista. Em 1891, ele publicou Noodlot, que foi traduzido em inglês como Footsteps of Fate, sendo grandemente admirado por Oscar Wilde. Couperus continuou a publicar um importante romance seguido de outro até sua morte, em 1923. Outro talento para a prosa foi revelado por Frederik van Eeden (1860–1932) em De kleine Johannes ("Pequeno Johannes", 1887) e em Van de koele meren des doods ("Das Frias Piscinas da Morte", 1901), um romance melancólico.
Após 1887, a condição da literatura neerlandesa moderna permaneceu comparativamente estacionária, e na última década do século XIX encontrou-se definitivamente em declínio. Em 1889, um poeta novo, Herman Gorter (1864–1927) apresentou-se ao público com um poema épico chamado Mei ("Maio"), excêntrico tanto em prosódia quando em tratamento. Ele influenciou a si próprio, sem qualquer avanço significativo em direção à lucidez e à variedade. Desde o reconhecimento de Gorter, no entanto, nenhum talento realmente notável destacou-se na poesia neerlandesa, exceto P.C. Boutens (1870–1943), cujos Verzen ("Versos"), publicados em 1898, foram recebidos com grande respeito.
Kloos reuniu seus poemas em 1894. Os outros, com exceção de Couperus, mostraram sintomas de afundar no silêncio. A escola literária inteira, agora que a luta por reconhecimento tinha acabado, repousava sobre seu triunfo e logo limitou-se à repetição de seus antigos experimentos.
O principal dramaturgo do final do século foi Herman Heijermans (1864–1924), um escritor de fortes tendências realistas e socialistas que, sozinho, trouxe o teatro neerlandês para a modernidade.  Sua tragédia Op Hoop van Zegen ("Confiando nosso Destino nas Mãos de Deus"), que ainda é encenada, é sua peça mais popular.

## O século XX
Em comum com o resto da Europa, os Países Baixos do século XIX permaneceram efetivamente inalterados até a Primeira Guerra Mundial (1914–1918). A Bélgica foi invadida pelo Império Alemão; os Países Baixos enfrentaram graves dificuldades econômicas devido à sua política de neutralidade e consequente isolamento político, localizado como estava entre os dois lados em conflito.
Tanto as sociedades belgas quanto neerlandesas emergiram pilarizadas da guerra, o que significa que cada um dos principais movimentos religiosos e idelógicos (protestante, católico, socialista e liberal) situou-se independente do resto, cada um operando seus próprios jornais, revistas, escolas, organizações de radiodifusão e assim por diante em uma forma de auto-imposição, segregação não-racial. Isto, por sua vez, afetou os movimentos literários, pois os escritores reuniam-se em torno das revistas literárias de cada um dos quatro "pilares" (limitados a três na Bélgica, pois o protestantismo nunca criou raízes lá).
Um dos escritores históricos mais importantes do século XX foi Johan Huizinga, que é conhecido no exterior e traduzido em diferentes idiomas. Suas obras escritas foram influenciadas por figuras literárias do início do século XX.
- Hendrik Marsman
- Adriaan Roland Holst
- J. van Oudshoorn
- Arthur van Schendel
- Hendrik de Vries
- Jacobus van Looy

### Nova Objetividade e o Grupo Fórum (1925–1940)
Durante a década de 1920, um novo grupo de escritores que se distanciaram do estilo ornamentado do Movimento de 1880 surgiu, alegando ser muito auto-centrado e distanciado da vida real. Seu movimento foi chamado de "Nieuwe Zakelijkheid", ou Nova Objetividade. Um precursor isolado é a figura de Nescio (J.H.F. Grönloh, 1882–1961), que publicou seus poucos contos nos anos de 1910. Um bom exemplo de Nova Objetividade é Ferdinand Bordewijk (1884–1965), cujo conto Bint (1931) e sua escrita concisa sintetizam o estilo.
Um desdobramento do movimento da Nova Objetividade centrado em torno da revista Forum, que apareceu nos anos de 1932 a 1935 e era editada pelo principal crítico literário neerlandês, Menno ter Braak (1902–1940), e pelo romancista Edgar du Perron (1899–1940). Escritores associados a esta revista modernista incluem, em um ponto ou outro, os escritores belgas Willem Elsschot e Marnix Gijsen e os neerlandeses J. Slauerhoff, Simon Vestdijk e Jan Greshoff.

### Segunda Guerra Mundial e Ocupação (1940–1945)
A Segunda Guerra Mundial marcou uma abrupta mudança na paisagem literária neerlandesa. Vítimas do início da ocupação alemã incluem Du Perron (ataque cardíaco), Ter Braak (suicídio) e Marsman (afogado enquanto tentava escapar para o Reino Unido); muitos outros escritores foram forçados a se esconder ou foram encarcerados em campos de concentração, como é o caso de Vestdijk. Muitos escritores imterromperam suas publicações como consequência da recusa de participar da Kultuurkamer (Câmara de Cultura) alemã, que pretendia regularizar a vida cultural nos Países Baixos. O escritor judeu Josef Cohen escapou de ser processado convertendo-se ao cristianismo; a aspirante a escritora Anne Frank (cujo diário foi publicado postumamente) morreu em um campo de concentração alemão, assim como o escritor de romance policial, jornalista e poeta Jan Campert, que foi preso por auxiliar judeus, e morreu em 1943 em Neuengamme.
Durante a ocupação alemã, alguma poesia de resistência foi escrita em neerlandês, da qual De achttien dooden ("Os dezoito mortos") de Jan Campert tornou-se a mais famosa.

### Tempos modernos (1945-presente)
Escritores que passam pelas atrocidades da Segunda Guerra refletiram em suas obras sobre a percepção alterada da realidade. Obviamente, muitos olharam para suas experiências passadas, da maneira que Anne Frank tinha feito em seu diário, esse foi o caso com Het bittere kruid (A Erva Amarga) de Marga Minco, e Kinderjaren (Infância) de Jona Oberski. A renovação, que na história literária poderia ser descrita como "ontluisterend realisme" (realismo chocante), é associada principalmente a três autores: Gerard Reve, W.F. Hermans e Anna Blaman. O idealismo parece ter desaparecido de sua prosa, agora marcada pela descrição da realidade crua, da desunamidade, com grande atenção ao aspecto físico e à sexualidade. Um exemplo óbvio é "De Avonden" (As Noites) de Gerard Reve, analisando a desilusão de um adolescente durante a ocupação. Em Flandres, Louis Paul Boon e Hugo Claus foram os principais representantes desta nova tendência literária.

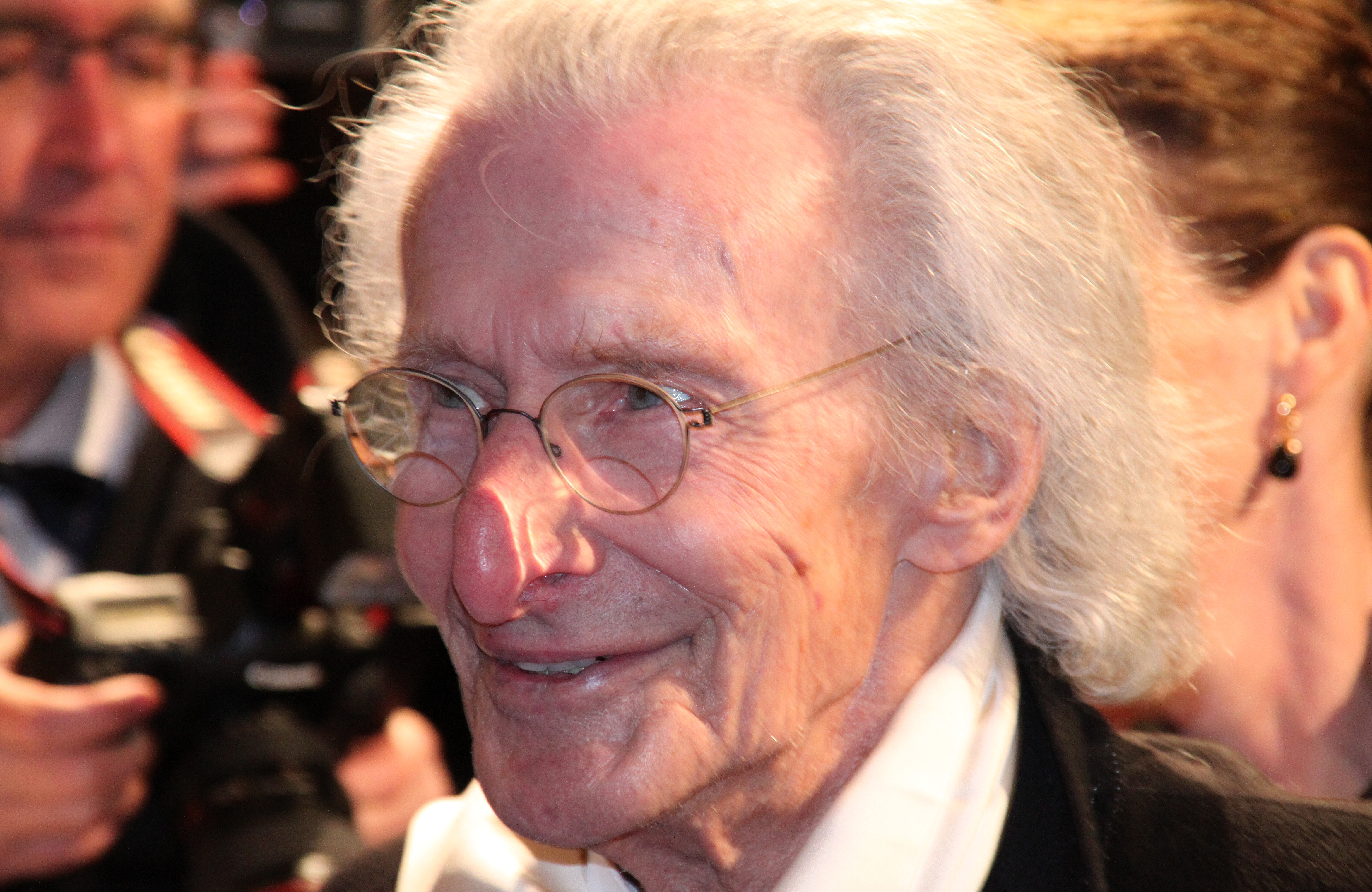
Harry Mulisch, escritor neerlandês, em 2010

- Países Baixos: Vijftigers, Lucebert, Hans Lodeizen, Jules Deelder, J. Bernlef, Remco Campert, Hella S. Haasse, Eric de Kuyper, M. Vasalis, Leo Vroman, Harry Mulisch, Willem Frederik Hermans, Gerard Reve, Jan Wolkers, Rudy Kousbroek, Tessa de Loo, Cees Nooteboom, Maarten 't Hart, A.F.Th. van der Heijden, Rutger Kopland, H.H. ter Balkt, Gerrit Krol, Gerrit Komrij, Connie Palmen, Geert Mak, J.J. Voskuil, Arnon Grunberg, Tjalie Robinson, Marion Bloem, Ernst Jansz, Beb Vuyk, Maria Dermout, Adriaan van Dis.
- Flandres: Gerard Walschap, Louis Paul Boon, Hugo Claus, Jef Geeraerts, Tom Lanoye, Erwin Mortier, Dimitri Verhulst, Jotie T'Hooft, Herman Brusselmans, Tom Naegels, Kristien Hemmerechts, Herman de Coninck, Marnix Gijsen, Jos Vandeloo
- Suriname: Wim Bos Verschuur, Hugo Pos, Corly Verlooghen, Ellen Ombre